# 清水緑地
清水緑地（しみずりょくち）は、岐阜県岐阜市加納清水町4丁目にある公園。JR岐阜駅前に都市空間と自然空間の融合した空間をつくり出すことを目標にした緑地である。

## 歴史
清水緑地は加納地区まちづくり総合支援事業（まちづくり 交付金）の核となる事業と位置づけられている。2001年度（平成13年度）に策定された「清水川天満公園プロムナード事業推進協議会整備構想(平成13年度)」にもとづき、2001年度（平成13年度）から2005年（平成17年度）にかけて整備され、2005年（平成17年）4月17日に完成記念式典が開催された。

## 特色
アユが泳ぎ、ホタルが飛び交う都心緑地の創出をテーマに、当時は近隣公園であった天満公園と、天満公園に隣接する清水川が一体化する緑地づくりを進めた。岐阜駅前としての都市性（旧天満公園） と、清水川がかつて育んできた自然環境の復元（清水川）、これらふたつの要素を都市空間と自然空間の融合というかたちで、新しい都市像として岐阜駅前に実体化させた公園である。
設計では、かつて清水川にもアユが泳ぎ、ホタルが飛び交っていたという地元住民の話や思いを実体化させ、これを現代に復活させるために、ランドスケープの観点から清水川のポテンシャル（現況自然、潜在自然）を分析して計画立案を行っている。都市的な検討としては、周囲に存在する駅ビルと商業施設等との連携や、周囲の住環境の向上に資するため、季節の祭り空間 としての検討 駅施設利用者、地域住民が水辺とふれあえる憩いの空間の整備を行っている。
また、市民と行政が協働で管理育成し、ホタルの自然発生をめざすエリア設定など、環境教育的な側面からもその一躍を担っているといえる。
清水川には220本の桜が植えられた桜並木があり、ソメイヨシノ、オオシマザクラ、ヒガンザクラ、コヒガンザクラ、カンザクラ、ギョイコウ、ヤマザクラなどの品種が植えられている。